# LOVE JAM
『LOVE JAM』（ラヴ・ジャム）は、大塚愛の2作目のオリジナルアルバム。2004年11月17日発売。avex traxよりリリースされた。

## 解説
- 前作からわずか8か月でリリースされた2ndアルバム。
- 「CDのみ」「CD+DVD」の2形態での発売。「CDのみ」の初回盤には本人描き下ろしによる絵本付き。
- ジャケットアートワークには、顔にジャムを塗りたくった大塚が舌を出している写真が使用された。
- 大塚愛にとって、シングル・アルバム通じて初となる、オリコンウィークリーチャート初登場1位を記録した。

## 収録曲
| 全作詞・作曲: 愛。 |                                  |           |            |           |      |
| #                  | タイトル                         | 作詞      | 作曲・編曲 | 編曲      | 時間 |
| 1.                 | 「スーパーマン」                 | 愛        | 愛         | 愛×Ikoman | 3:50 |
| 2.                 | 「Happy Days」                   | 愛        | 愛         | 愛×Ikoman | 3:44 |
| 3.                 | 「Strawberry Jam」               | 愛        | 愛         | 愛×Ikoman | 4:23 |
| 4.                 | 「大好きだよ。」(弦編曲：弦一徹) | 愛        | 愛         | 愛×Ikoman | 4:44 |
| 5.                 | 「扇子」                         | 愛        | 愛         | 愛×Ikoman | 4:21 |
| 6.                 | 「妄想チョップ」                 | 愛        | 愛         | 愛×Ikoman | 3:37 |
| 7.                 | 「ポンポン」                     | 愛        | 愛         | 鈴木秋則  | 2:22 |
| 8.                 | 「ふたつ星記念日」               | 愛        | 愛         | 愛×Ikoman | 4:09 |
| 9.                 | 「金魚花火」                     | 愛        | 愛         | 愛×Ikoman | 4:34 |
| 10.                | 「黒毛和牛上塩タン焼735円」      | 愛        | 愛         | 愛×Ikoman | 4:21 |
| 11.                | 「フレンズ」(弦編曲：弦一徹)     | 愛        | 愛         | 愛×Ikoman | 4:28 |
| 合計時間:          | 合計時間:                        | 合計時間: | 44:33      |           |      |

## 曲解説
1. スーパーマン
TBS系『TBSニューイヤー駅伝2005（ヤマザキ新春スポーツスペシャル ニューイヤー駅伝2005 第49回全日本実業団駅伝　）』イメージソング。
2. Happy Days
4thシングル。
3. Strawberry Jam
明光義塾2005年TV - CMイメージソング。
4. 大好きだよ。
6thシングル。
5. 扇子
6. 妄想チョップ
7. ポンポン
8. ふたつ星記念日
フジテレビ系「めざましどようび」テーマソング。後に発売されたベストアルバム「LOVE is BEST」には別バージョンが収録されている。
9. 金魚花火
5thシングル。
10. 黒毛和牛上塩タン焼735円
読売テレビ・日本テレビ系アニメ「ブラック・ジャック」エンディングテーマとして先行オンエアされていた「黒毛和牛上塩タン焼680円」をアルバムバージョンとして収録。「黒毛和牛上塩タン焼680円」は後に2005年2月9日に7thシングルとして発売され、ベストアルバム『愛 am BEST』に収録された。
11. フレンズ
6thシングル「大好きだよ。」にカップリングされた同名曲の別バージョン。こちらはピアノとストリングスをベースにしている。

作詞・作曲：愛 (#1 - 11)
編曲：愛・Ikoman (#1 - 6、#8 - 11)、鈴木秋則 (#7)

### DVD
1. LOVE's STORY 〜大好きだよ。〜
2. SHORT FILM 〜金魚花火〜

## 演奏
- 大塚愛
  - Vocal
  - Electric Piano (#3.8)
  - Acoustic Piano (#4.9.11)
- Ikoman
  - Programming (#1-6.8.9.10.11)
  - Electric Guitar (#1.2.3.5.6.11)
  - Bass (#1.2)
  - Acoustic Piano (#3)
  - Guitar (#4.8.10)
  - Electric Piano (#5)
  - Organ (#10)
- Raymond Johnson：Policeman's Voice (#1)
- 徳田善久：Electric Guitar (#2)
- YOKAN：All Brass (#3)
- 弦一徹：Strings Arrangement (#4.11)
- 弦一徹ストリングス：Strings (#4)
- そうる透：Drums (#7)
- 人時：Bass (#7)
- 松江潤：Electric Guitar (#7)
- 鈴木秋則：Mini Moog (#7)
- 川渕文雄：Bass (#8.11)
- クラッシャー木村ストリングス：Strings (#11)